# Сан Чипријано (Асколи Пичено)
Сан Чипријано (итал. San Cipriano) насеље је у Италији у округу Асколи Пичено, региону Марке.
Према процени из 2011. у насељу је живело 38 становника. Насеље се налази на надморској висини од 261 м.